# Skisprung-Continental-Cup 2012/13
Der Skisprung-Continental-Cup 2012/13 war eine vom Weltskiverband FIS ausgetragene Wettkampfserie im Skispringen. Der Continental Cup bestand aus 46 Wettbewerben für Herren und 8 Wettbewerben für Damen, die zwischen dem 30. Juni 2012 und dem 17. März 2013 bei den Herren, bzw. zwischen dem 8. September 2012 und dem 10. März 2013 bei den Damen in Europa, Asien und Nordamerika veranstaltet wurden.

## Überblick

### Saisonverlauf
Die 22. Saison des Skisprung-Continental-Cups wurde – wie seit der Saison 2003/04 üblich – mit getrennten Wertungen für den Sommer und den Winter ausgetragen. Mit den Springen der Männer in Sotschi, Tschaikowski (jeweils Sommer) und Nischni Tagil (Winter) wurden erstmals in der Geschichte dieser Wettbewerbsserie Springen in Russland ausgetragen. Während bei den Herren insgesamt 46 Wettbewerbe in 22 Orten vorgesehen waren, wurde der Frauen-Continental Cup auf acht Springen in vier Orten ausgedünnt, von denen die beiden Wettkämpfe in Notodden auch noch der Witterung zum Opfer fielen. Zudem musste eines der beiden Springen in Oberwiesenthal wegen zu starken Windes abgesagt werden. Da im schwedischen Örnsköldsvik ein drittes Springen möglich war, konnten im Winter zumindest vier der sechs Springen durchgeführt werden. Bei den Herren konnten im Sommer alle vierzehn Springen stattfinden. Dagegen mussten im Winter die Wettbewerbe im türkischen Erzurum aus organisatorischen Gründen abgesagt werden. In Lahti konnte wegen starken Windes nicht gesprungen werden, eines der beiden Springen wurde jedoch in Iron Mountain nachgeholt.
Die Sommerwertung der Herren gewann nach vierzehn Springen der Tscheche Jan Matura, der in Sotschi und Kuopio je ein Springen gewinnen konnte und darüber hinaus auch in Kranj, Lillehammer und Klingenthal auf das Podest sprang. Ihm folgten Wolfgang Loitzl, der die letzten fünf Springen der Sommerwertung (einmal in Lillehammer, je zweimal in Tschaikowsky und Klingenthal) für sich entscheiden konnte und damit in die Weltcupmannschaft der Österreicher zurücksprang und Anders Jacobsen, der mit Siegen in Kranj und Sotschi und zweiten Plätzen in Stams und Sotschi eine gelungene Rückkehr zum Skispringen feierte und sich im Laufe der Saison ebenfalls wieder im Weltcup etablieren konnte. Die Wertung der Damen gewannen punktgleich die beiden Österreicherinnen Daniela Iraschko und Jacqueline Seifriedsberger, die sich bei den beiden einzigen Springen im norwegischen Lillehammer mit Sieg und Platz zwei abgewechselt hatten. Dritte wurde die Slowenin Anja Tepeš, die in Lillehammer einmal Sechste und einmal Dritte wurde.
Im Winter gewann der 19-jährige Slowene Anže Semenič die Gesamtwertung der Herren. Er konnte in Zakopane und Iron Mountain insgesamt drei Einzelspringen für sich entscheiden. Ihm folgten der Norweger Fredrik Bjerkeengen (Einzelsieger in Titisee-Neustadt und Iron Mountain) und Semeničs Landsmann Matic Benedik, der zwar kein Springen für sich entscheiden konnte, aber fünfmal den zweiten Platz belegte. Mit Nico Polychronidis, der am 26. Januar in Titisee-Neustadt 30. wurde, konnte erstmals ein Springer, der für Griechenland startet, einen Punkt für die Gesamtwertung erreichen. Polychronidis, Sohn einer Deutschen und eines Griechen, startete bis 2011 noch für den Deutschen Skiverband und hatte am 14. März 2009 in Pragelato als Dritter bereits auf dem Podium eines Continantalcups gestanden. Zudem punkteten erstmals seit der Saison 2003/04 mit Lars Antonissen, der am 5. Januar in Zakopane 29. wurde, Oldrik van der Aalst, der am 9. Februar in Iron Mountain Platz 28 belegte und Ruben de Wit, der am 9. März in Vikersund ebenfalls 28. wurde, auch wieder drei niederländische Männer. Zuletzt gelang dies Boy van Baarle am 9. Januar 2004 in Sapporo. Die Winterwertung der Damen gewann mit Irina Awwakumowa erstmals in der neunjährigen Geschichte des Frauen-Continental Cups eine russische Springerin. Grundlage ihres Erfolges waren die drei Siege im schwedischen Örnsköldsvik. Auf den Plätzen folgten Julia Kykkänen aus Finnland und die Deutsche Ramona Straub.

### Teilnehmende Nationen und Athleten
Herren
Am Continental Cup der Herren nahmen 282 Athleten aus 27 Nationen teil, wovon 190 Sportsmänner aus 22 Staaten Continental-Cup-Punkte erspringen konnten. Die Alpenstaaten Deutschland und Österreich wiesen dabei mit jeweils 28 Sportlern die höchste Teilnehmerzahl auf, wohingegen Slowenien die meisten Skispringer in der Gesamtwertung hatte.
| Nation             | Anzahl | Gewertet | Athleten |
| ------------------ | ------ | -------- | --- |
| Bulgarien          | 3      | 1        | Dejan Funtarow, Daniel Simow, Wladimir Sografski |
| Deutschland        | 28     | 23       | Daniel Althaus, Pascal Bodmer, Tobias Bogner, Sebastian Bradatsch, Felix Brodauf, Michael Dreher, Markus Eisenbichler, Karl Geiger, Christian Heim, Kevin Horlacher, Florian Horst, Marinus Kraus, Josef Lechner, Stephan Leyhe, Tobias Löffler, Tobias Lugert, Dominik Mayländer, Jan Mayländer, Maximilian Mechler, Florian Menz, Pius Paschke, Danny Queck, Martin Schmitt, Felix Schoft, Georg Späth, Andreas Wellinger, Daniel Wenig, David Winkler                          |
| Estland            | 4      | 1        | Kristjan Ilves, Martti Nõmme, Illimar Pärn, Siim-Tanel Sammelselg |
| Finnland           | 18     | 10       | Antti Aalto, Lauri Asikainen, Janne Happonen, Sami Heiskanen, Matti Herola, Kalle Keituri, Sebastian Klinga, Anssi Koivuranta, Mika Kulmala, Jere Kykkänen, Jarkko Määttä, Olli Muotka, Sami Niemi, Juho Ojala, Sami Saapunki, Riku Tähkävuori, Ossi-Pekka Valta, Miika Ylipulli |
| Frankreich         | 9      | 6        | Emmanuel Chedal, Vincent Descombes Sevoie, Sacha Gardet, Ronan Lamy Chappuis, David Lazzaroni, Alexandre Mabboux, Nicolas Mayer, Benjamin Raffort, David Viry |
| Griechenland       | 1      | 1        | Nico Polychronidis |
| Italien            | 8      | 3        | Davide Bresadola, Federico Cecon, Alessio De Crignis, Diego Dellasega, Roberto Dellasega, Zeno Di Lenardo, Michael Lunardi, Andrea Morassi |
| Japan              | 15     | 13       | Shūji Endō, Yūmu Harada, Shōtarō Hosoda, Kenshirō Itō, Junshirō Kobayashi, Takanobu Okabe, Kento Sakuyama, Yūhei Sasaki, Takashi Sawara, Shō Suzuki, Tarō Takayanagi, Shōta Tanaka, Shōhei Tochimoto, Hiroaki Watanabe, Fumihisa Yumoto |
| Kanada             | 5      | 3        | Mackenzie Boyd-Clowes, Dusty Korek, Joshua Maurer, Eric Mitchell, Matthew Rowley |
| Kasachstan         | 7      | 2        | Shyngys Kaljukow, Iwan Karaulow, Alexei Koroljow, Sabyrschan Muminow, Konstantin Sokolenko, Marat Schaparow, Radik Schaparow |
| Niederlande        | 4      | 3        | Lars Antonissen, Rico de Jong, Ruben de Wit, Oldrik van der Aalst |
| Norwegen           | 23     | 19       | Mats Søhagen Berggaard, Hans Petter Bergquist, Fredrik Bjerkeengen, Johan Martin Brandt, Kim René Elverum Sorsell, Klaus Ovlien Engen, Johann André Forfang, Jan Fuhre, Kenneth Gangnes, Simen Key Grimsrud, Espen Enger Halvorsen, Joachim Hauer, Ole Marius Ingvaldsen, Anders Jacobsen, Robert Johansson, Espen Røe, Atle Pedersen Rønsen, Phillip Sjøen, Vegard Haukø Sklett, Jonas Gropen Søgård, Sigurd Nymoen Søberg, Vegard Swensen, Daniel-André Tande                   |
| Österreich         | 28     | 23       | Clemens Aigner, Florian Altenburger, Philipp Aschenwald, Thomas Diethart, Markus Eggenhofer, Manuel Fettner, Simon Greiderer, Florian Gugg, Michael Hayböck, Stefan Hayböck, Daniel Huber, Stefan Huber, Björn Koch, Martin Koch, Stefan Kraft, Thomas Lackner, Wolfgang Loitzl, Lukas Müller, Johannes Obermayr, Elias Pfannenstill, Manuel Poppinger, Markus Schiffner, Christoph Stauder, Andreas Strolz, Elias Tollinger, David Unterberger, Ulrich Wohlgenannt, David Zauner |
| Polen              | 17     | 15       | Marcin Bachleda, Krzysztof Biegun, Stanisław Biela, Tomasz Byrt, Stefan Hula, Bartłomiej Kłusek, Jakub Kot, Dawid Kubacki, Grzegorz Miętus, Krzysztof Miętus, Klemens Murańka, Łukasz Rutkowski, Rafał Śliż, Szymon Szostok, Andrzej Zapotoczny, Jan Ziobro, Aleksander Zniszczoł |
| Rumänien           | 4      | 0        | Iulian Pîtea, Valentin Tatu, Eduard Torok, Remus Tudor |
| Russland           | 24     | 15       | Wladislaw Bojarinzew, Alexei Buiwolow, Ilmir Chasetdinow, Dmitri Ipatow, Anton Kalinitschenko, Denis Kornilow, Sergei Kulikow, Iwan Lanin, Grigori Leontjew, Michail Maximotschkin, Stanislaw Oschtschepkow, Andrei Patschin, Konstantin Reschetnikow, Alexei Romaschow, Ilja Rosljakow, Alexander Sardyko, Sergei Schulajew, Alexander Schuwalow, Roman Trofimow, Pjotr Tschaadajew, Georgi Tscherwjakow, Artjom Utew, Dmitri Wassiljew, Denis Wesselow                          |
| Schweden           | 3      | 2        | Jakob Grimholm, Alexander Mitz, Carl Nordin |
| Schweiz            | 13     | 7        | Simon Ammann, Olivier Anken, Guillaume Berney, Gregor Deschwanden, Luca Egloff, Pascal Egloff, Marco Grigoli, Gabriel Karlen, Pascal Kälin, Killian Peier, Andreas Schuler, Pascal Sommer, Samuel Wiget |
| Slowakei           | 2      | 0        | Patrik Lichý, Tomáš Zmoray |
| Slowenien          | 27     | 24       | Gašper Bartol, Matic Benedik, Nejc Dežman, Jaka Hvala, Robert Hrgota, Dejan Judež, Rok Justin, Jaka Kosec, Matic Kramaršič, Robert Kranjec, Anže Lanišek, Žiga Mandl, Gašper Martinčič, Tomaž Naglič, Primož Pikl, Andraž Pograjc, Cene Prevc, Peter Prevc, Ernest Prišlič, Matjaž Pungertar, Jaka Rus, Anže Semenič, Jure Šinkovec, Jurij Tepeš, Rok Urbanc, Rok Zima, Miran Zupančič                                                                                            |
| Südkorea           | 4      | 3        | Choi Heung-chul, Choi Seou, Kang Chil-ku, Kim Hyun-ki |
| Tschechien         | 15     | 8        | David Bartoš, Martin Cikl, Tomáš Friedrich, Vít Háček, Antonín Hájek, Jakub Janda, Miloš Kadlec, Čestmír Kožíšek, Jan Matura, Jiří Mazoch, David Ripper, Filip Sakala, Borek Sedlák, Jan Souček, Vojtěch Štursa |
| Türkei             | 1      | 0        | Faik Yüksel |
| Ukraine            | 6      | 1        | Wolodymyr Hlywka, Andriy Kalinchuk, Andrij Klymtschuk, Wassyl Schurakiwskyj, Witalij Schumbarez, Wołodymyr Werediuk |
| Ungarn             | 1      | 0        | Ákos Szilágyi |
| Vereinigte Staaten | 11     | 6        | Nicholas Alexander, Kevin Bickner, Nicholas Fairall, Peter Frenette, Christian Friberg, Michael Glasder, Alexander Haupt, Anders Johnson, Christopher Lamb, Nicholas Mattoon, Brian Wallace |
| Belarus            | 1      | 0        | Jauheni Mjzanjuk |

Damen
Am Continental Cup der Damen nahmen 84 Athletinnen aus 16 Nationen teil, wovon 65 Sportsfrauen aus 15 Staaten Continental-Cup-Punkte erspringen konnten.
| Nation              | Anzahl | Gewertet | Athleten |
| ------------------- | ------ | -------- | --- |
| Volksrepublik China | 3      | 2        | Chang Xinyue, Li Xueyao, Liu Qi |
| Deutschland         | 10     | 8        | Melanie Faißt, Luisa Görlich, Melanie Häckert, Pauline Heßler, Lucienne Höppner, Henriette Kraus, Anna Rupprecht, Lena Selbach, Juliane Seyfarth, Ramona Straub |
| Finnland            | 3      | 3        | Noora Heikkinen, Julia Kykkänen, Jenny Rautionaho |
| Italien             | 4      | 4        | Roberta D’Agostina, Lisa Demetz, Evelyn Insam, Elena Runggaldier                                                                                                |
| Japan               | 10     | 5        | Yurika Hirayama, Haruka Iwasa, Yoshiko Kasai, Seiko Koasa, Aki Matsuhashi, Natsuka Sawaya, Misaki Shigeno, Ayuka Takeda, Ayumi Watase, Yurina Yamada            |
| Kanada              | 5      | 5        | Taylor Henrich, Charlotte Mitchell, Alexandra Pretorius, Jasmine Sepandj, Atsuko Tanaka                                                                         |
| Niederlande         | 2      | 2        | Lara Thomae, Wendy Vuik |
| Norwegen            | 8      | 6        | Tonje Bakke, Gyda Enger, Jenny Synnøve Hagemoen, Line Jahr, Maren Lundby, Karoline Røstad, Marte Pauline Skinnes, Anna Odine Strøm                              |
| Österreich          | 8      | 7        | Chiara Hölzl, Daniela Iraschko, Katharina Keil, Michaela Kranzl, Cornelia Roider, Sonja Schoitsch, Jacqueline Seifriedsberger, Lisa Wiegele                     |
| Rumänien            | 1      | 1        | Daniela Haralambie |
| Russland            | 7      | 6        | Irina Awwakumowa, Anastassija Gladyschewa, Darja Gruschina, Alexandra Kustowa, Stefanija Nadymowa, Adel Sajfullina, Sofja Tichonowa                             |
| Schweden            | 1      | 0        | Elina Knutsson |
| Schweiz             | 3      | 3        | Gianina Ernst, Bigna Windmüller, Sabrina Windmüller |
| Slowenien           | 8      | 7        | Urša Bogataj, Barbara Klinec, Ema Klinec, Eva Logar, Manja Pograjc, Katja Požun, Anja Tepeš, Maja Vtič                                                          |
| Tschechien          | 5      | 3        | Barbora Blažková, Michaela Doleželová, Karolína Indráčková, Martina Joitová, Michaela Rajnochová                                                                |
| Vereinigte Staaten  | 6      | 3        | Emilee Anderson, Brenna Ellis, Nita Englund, Elyse Hoffmann, Nina Lussi, Elisabeth Wallace                                                                      |

## Herren Sommer

### Continental-Cup-Übersicht
| Datum      | Austragungsort | Schanze                  | Bemerkung | Sieger                | Zweiter             | Dritter           |
| ---------- | -------------- | ------------------------ | --------- | --------------------- | ------------------- | ----------------- |
| 30.06.2012 | Stams          | Brunnentalschanze HS 115 |           | MacKenzie Boyd-Clowes | Dawid Kubacki       | Wolfgang Loitzl   |
| 01.07.2012 | Stams          | Brunnentalschanze HS 115 |           | Lukas Müller          | Anders Jacobsen     | Dawid Kubacki     |
| 07.07.2012 | Kranj          | Bauhenk HS 109           |           | Anders Jacobsen       | Jurij Tepeš         | Peter Prevc       |
| 08.07.2012 | Kranj          | Bauhenk HS 109           |           | Peter Prevc           | Jan Matura          | Jaka Hvala        |
| 14.07.2012 | Sotschi        | RusSki Gorki HS 140      |           | Jan Matura            | Anders Jacobsen     | Tomaž Naglič      |
| 15.07.2012 | Sotschi        | RusSki Gorki HS 140      |           | Anders Jacobsen       | Tomaž Naglič        | Dawid Kubacki     |
| 10.08.2012 | Kuopio         | Puijo-Schanze HS 127     |           | Tomaž Naglič          | Andreas Wellinger   | Janne Happonen    |
| 11.08.2012 | Kuopio         | Puijo-Schanze HS 127     |           | Jan Matura            | Fredrik Bjerkeengen | Andreas Wellinger |
| 08.09.2012 | Lillehammer    | Lysgårdsbakken HS 138    |           | Andreas Wellinger     | Wolfgang Loitzl     | Jan Matura        |
| 09.09.2012 | Lillehammer    | Lysgårdsbakken HS 138    |           | Wolfgang Loitzl       | Cene Prevc          | Stephan Leyhe     |
| 15.09.2012 | Tschaikowski   | Sneschinka HS 140        |           | Wolfgang Loitzl       | Alexei Romaschow    | Stefan Hayböck    |
| 16.09.2012 | Tschaikowski   | Sneschinka HS 140        |           | Wolfgang Loitzl       | Denis Kornilow      | Karl Geiger       |
| 22.09.2012 | Klingenthal    | Vogtland Arena HS 140    |           | Wolfgang Loitzl       | Lauri Asikainen     | Jan Matura        |
| 23.09.2012 | Klingenthal    | Vogtland Arena HS 140    |           | Wolfgang Loitzl       | Karl Geiger         | Jakub Janda       |

### Wertung
| Rang | Name                  | Punkte |
| ---- | --------------------- | ------ |
| 001. | Jan Matura            | 742    |
| 002. | Wolfgang Loitzl       | 680    |
| 003. | Anders Jacobsen       | 478    |
| 004. | Tomaž Naglič          | 395    |
| 005. | Karl Geiger           | 346    |
| 006. | Lukas Müller          | 318    |
| 007. | Andreas Wellinger     | 314    |
| 008. | Dawid Kubacki         | 240    |
| 009. | Peter Prevc           | 226    |
| 010. | Stephan Leyhe         | 215    |
| 011. | Marinus Kraus         | 213    |
| 012. | Stefan Hayböck        | 202    |
| 013. | Fredrik Bjerkeengen   | 194    |
| 014. | Cene Prevc            | 185    |
| 015. | Daniel Wenig          | 174    |
| 016. | Denis Kornilow        | 169    |
| 017. | Grzegorz Miętus       | 161    |
| 018. | MacKenzie Boyd-Clowes | 159    |
| 019. | Alexei Romaschow      | 158    |
| 020. | Lauri Asikainen       | 147    |
| 021. | Krzysztof Biegun      | 145    |
|      | Jan Ziobro            | 145    |
| 023. | Danny Queck           | 144    |
| 024. | Gregor Deschwanden    | 138    |
| 025. | Aleksander Zniszczoł  | 136    |
| 026. | Borek Sedlák          | 134    |
| 027. | Ole Marius Ingvaldsen | 129    |
| 028. | Primož Pikl           | 128    |
| 029. | Olli Muotka           | 118    |
| 030. | David Zauner          | 117    |
| 031. | Phillip Sjøen         | 101    |
| 032. | Jurij Tepeš           | 100    |
| 033. | Alexander Sardyko     | 091    |
|      | Martin Schmitt        | 091    |
| 035. | Matjaž Pungertar      | 090    |
| 036. | Janne Happonen        | 086    |
|      | Matic Kramaršič       | 082    |

| Rang | Name                  | Punkte |
| ---- | --------------------- | ------ |
| 038. | Jakub Janda           | 084    |
| 039. | Andraž Pograjc        | 081    |
| 040. | Mika Kulmala          | 079    |
| 041. | Bartłomiej Kłusek     | 078    |
| 042. | Jaka Hvala            | 076    |
| 043. | Anton Kalinitschenko  | 075    |
| 044. | Espen Enger Halvorsen | 071    |
| 045. | Martin Cikl           | 070    |
| 046. | Ronan Lamy Chappuis   | 069    |
| 047. | Robert Hrgota         | 066    |
|      | Nicolas Mayer         | 066    |
|      | Stefan Kraft          | 066    |
| 050. | Sami Niemi            | 065    |
| 051. | David Unterberger     | 063    |
| 052. | Peter Frenette        | 062    |
| 053. | Kenshirō Itō          | 057    |
| 054. | Junshirō Kobayashi    | 055    |
|      | Atle Pedersen Rønsen  | 055    |
| 056. | David Viry            | 053    |
| 057. | Dmitri Ipatow         | 051    |
| 058. | Robert Kranjec        | 050    |
| 059. | Manuel Poppinger      | 047    |
| 060. | Vegard Swensen        | 046    |
|      | Felix Schoft          | 046    |
| 062. | Simon Ammann          | 044    |
| 063. | Andrzej Zapotoczny    | 042    |
| 064. | Ilmir Chasetdinow     | 037    |
| 065. | Marco Grigoli         | 036    |
| 066. | Marcin Bachleda       | 034    |
|      | Stefan Hula           | 034    |
|      | Wladimir Sografski    | 034    |
| 069. | Čestmír Kožíšek       | 033    |
|      | Rok Zima              | 033    |
| 071. | Thomas Diethart       | 029    |
| 072. | Anders Johnson        | 028    |
| 073. | Nejc Dežman           | 027    |
| 074. | Georg Späth           | 026    |
|      | Alexandre Mabboux     | 026    |

| Rang | Name                     | Punkte |
| ---- | ------------------------ | ------ |
| 076. | Vincent Descombes Sevoie | 024    |
| 077. | Krzysztof Miętus         | 023    |
| 078. | Dmitri Wassiljew         | 022    |
|      | Kevin Horlacher          | 022    |
| 080. | Yūhei Sasaki             | 020    |
|      | Łukasz Rutkowski         | 020    |
| 082. | Kim René Elverum Sorsell | 018    |
| 083. | Dejan Judež              | 017    |
| 084. | Jarkko Määttä            | 016    |
| 085. | Björn Koch               | 015    |
| 086. | Antonín Hájek            | 014    |
|      | Tobias Löffler           | 014    |
| 088. | Markus Schiffner         | 013    |
| 089. | Mats Søhagen Berggaard   | 012    |
| 090. | Emmanuel Chedal          | 011    |
|      | Kenneth Gangnes          | 011    |
|      | Vegard Sklett            | 011    |
| 093. | Kento Sakuyama           | 010    |
|      | Michail Maximotschkin    | 010    |
| 095. | Illimar Pärn             | 009    |
|      | Žiga Mandl               | 009    |
| 097. | Jan Mayländer            | 007    |
|      | Stanislaw Oschtschepkow  | 007    |
| 099. | Jiří Mazoch              | 006    |
|      | Shōta Tanaka             | 006    |
| 101. | Roberto Dellasega        | 005    |
| 102. | Antti Aalto              | 004    |
|      | Pjotr Tschaadajew        | 004    |
|      | Wolodymyr Weredjuk       | 004    |
|      | Radik Schaparow          | 004    |
| 106. | Florian Menz             | 003    |
|      | Pascal Kälin             | 003    |
| 108. | Rok Urbanc               | 002    |
| 109. | Carl Nordin              | 001    |
|      | Matthew Rowley           | 001    |
|      | Takashi Sawara           | 001    |
|      | Pascal Sommer            | 001    |

## Herren Winter

### Continental-Cup-Übersicht
| Datum      | Austragungsort   | Schanze                          | Bemerkung | Sieger                                       | Zweiter                                      | Dritter                                      |
| ---------- | ---------------- | -------------------------------- | --------- | -------------------------------------------- | -------------------------------------------- | -------------------------------------------- |
| 08.12.2012 | Almaty 1         | Gorney Gigant HS 140             |           | Stefan Kraft                                 | Klemens Murańka                              | David Zauner                                 |
| 09.12.2012 | Almaty 1         | Gorney Gigant HS 140             |           | Stefan Kraft                                 | Klemens Murańka                              | David Zauner                                 |
| 08.12.2012 | Erzurum          | Kiremitliktepe HS 140            |           | Wettkampf abgesagt                           | Wettkampf abgesagt                           | Wettkampf abgesagt                           |
| 09.12.2012 | Erzurum          | Kiremitliktepe HS 140            |           | Wettkampf abgesagt                           | Wettkampf abgesagt                           | Wettkampf abgesagt                           |
| 15.12.2012 | Lahti            | Salpausselkä-Schanze HS 130      |           | Wettkampf wegen starken Windes abgesagt      | Wettkampf wegen starken Windes abgesagt      | Wettkampf wegen starken Windes abgesagt      |
| 16.12.2012 | Lahti            | Salpausselkä-Schanze HS 130      |           | Wettkampf wegen starken Windes abgesagt      | Wettkampf wegen starken Windes abgesagt      | Wettkampf wegen starken Windes abgesagt      |
| 27.12.2012 | Engelberg        | Gross-Titlis-Schanze HS 137      |           | Stefan Kraft                                 | Thomas Diethart                              | Jan Ziobro                                   |
| 28.12.2012 | Engelberg        | Gross-Titlis-Schanze HS 137      |           | Martin Schmitt                               | Stefan Hula                                  | Felix Schoft                                 |
| 05.01.2013 | Zakopane         | Wielka Krokiew HS 134            | 2         | Daniel Wenig                                 | Maximilian Mechler                           | Marinus Kraus                                |
| 06.01.2013 | Zakopane         | Wielka Krokiew HS 134            |           | Anže Semenič                                 | Danny Queck                                  | Kim René Elverum Sorsell                     |
| 11.01.2013 | Sapporo          | Miyanomori HS 100                |           | Felix Schoft                                 | Lukas Müller                                 | Choi Yong-jik                                |
| 12.01.2013 | Sapporo          | Ōkurayama HS 134                 |           | Gregor Deschwanden                           | Ole Marius Ingvaldsen                        | Felix Schoft                                 |
| 13.01.2013 | Sapporo          | Ōkurayama HS 134                 |           | Kim René Elverum Sorsell                     | Takanobu Okabe                               | Miran Zupančič                               |
| 19.01.2013 | Bischofshofen    | Paul-Außerleitner-Schanze HS 140 |           | Manuel Fettner                               | Martin Koch                                  | Marinus Kraus                                |
| 20.01.2013 | Bischofshofen    | Paul-Außerleitner-Schanze HS 140 |           | Manuel Fettner                               | Martin Koch                                  | Čestmír Kožíšek                              |
| 26.01.2013 | Titisee-Neustadt | Hochfirstschanze HS 142          |           | Fredrik Bjerkeengen                          | Manuel Fettner                               | Nicholas Alexander                           |
| 27.01.2013 | Titisee-Neustadt | Hochfirstschanze HS 142          | 3         | Manuel Fettner                               | Kim René Elverum Sorsell Rok Justin          |                                              |
| 02.02.2013 | Planica 4        | Bloudkova Velikanka HS 139       |           | Wettkampf wegen starken Schneefalls abgesagt | Wettkampf wegen starken Schneefalls abgesagt | Wettkampf wegen starken Schneefalls abgesagt |
| 03.02.2013 | Planica 4        | Bloudkova Velikanka HS 139       | 5         | Stefan Kraft                                 | Stefan Hula                                  | Anže Semenič                                 |
| 03.02.2013 | Planica 4        | Bloudkova Velikanka HS 139       |           | Stefan Hula                                  | Stefan Kraft                                 | Vegard Swensen                               |
| 09.02.2013 | Iron Mountain    | Pine Mountain Jump HS 133        |           | Fredrik Bjerkeengen                          | Matic Benedik                                | Christian Heim                               |
| 09.02.2013 | Iron Mountain    | Pine Mountain Jump HS 133        | 6         | Anže Semenič                                 | Matic Benedik                                | Thomas Diethart                              |
| 10.02.2013 | Iron Mountain    | Pine Mountain Jump HS 133        |           | Anže Semenič                                 | Andraž Pograjc                               | Felix Schoft Matic Benedik                   |
| 16.02.2013 | Brotterode       | Inselbergschanze HS 117          |           | Danny Queck                                  | Matic Benedik                                | Anže Semenič                                 |
| 17.02.2013 | Brotterode       | Inselbergschanze HS 117          |           | Andraž Pograjc                               | Atle Pedersen Rønsen                         | Ole Marius Ingvaldsen                        |
| 23.02.2013 | Wisła            | Malinka HS 134                   |           | Danny Queck                                  | Matic Benedik                                | Krzysztof Biegun                             |
| 24.02.2013 | Wisła            | Malinka HS 134                   |           | Atle Pedersen Rønsen                         | Matic Benedik                                | Jan Ziobro                                   |
| 02.03.2013 | Liberec          | Ještěd „B“ HS 100 7              |           | Marinus Kraus                                | Kim René Elverum Sorsell                     | Matic Kramaršič                              |
| 03.03.2013 | Liberec          | Ještěd „B“ HS 100 7              | 8         | Marinus Kraus                                | Fredrik Bjerkeengen Matic Kramaršič          |                                              |
| 08.03.2013 | Vikersund        | Storbakke HS 117                 |           | Maximilian Mechler                           | Jan Ziobro                                   | Marinus Kraus                                |
| 09.03.2013 | Vikersund        | Storbakke HS 117                 |           | Johann André Forfang                         | Manuel Poppinger                             | Marinus Kraus                                |
| 10.03.2013 | Vikersund        | Storbakke HS 117                 |           | Wettkampf abgesagt                           | Wettkampf abgesagt                           | Wettkampf abgesagt                           |
| 16.03.2013 | Nischni Tagil    | Tramplin Stork HS 100 9          |           | Rok Justin                                   | Alexander Sardyko                            | Jan Ziobro                                   |
| 17.03.2013 | Nischni Tagil    | Tramplin Stork HS 100 9          |           | Rok Justin                                   | Thomas Diethart                              | Ilmir Chasetdinow                            |

### Wertung
| Rang | Name                     | Punkte |
| ---- | ------------------------ | ------ |
| 001. | Anže Semenič             | 667    |
| 002. | Fredrik Bjerkeengen      | 656    |
| 003. | Matic Benedik            | 651    |
| 004. | Atle Pedersen Rønsen     | 647    |
| 005. | Marinus Kraus            | 636    |
| 006. | Kim René Elverum Sorsell | 633    |
| 007. | Andraž Pograjc           | 583    |
| 008. | Jan Ziobro               | 548    |
| 009. | Felix Schoft             | 531    |
| 010. | Stefan Kraft             | 525    |
| 011. | Ole Marius Ingvaldsen    | 524    |
| 012. | Manuel Poppinger         | 475    |
| 013. | Matic Kramaršič          | 445    |
| 014. | Thomas Diethart          | 429    |
| 015. | Vegard Swensen           | 422    |
|      | Rok Justin               | 422    |
| 017. | Jan Mayländer            | 399    |
| 018. | Danny Queck              | 388    |
| 019. | Manuel Fettner           | 380    |
| 020. | Nejc Dežman              | 379    |
| 021. | Klemens Murańka          | 350    |
| 022. | Stefan Hula              | 339    |
| 023. | Krzysztof Biegun         | 324    |
| 024. | Lukas Müller             | 320    |
| 025. | Žiga Mandl               | 299    |
| 026. | Miran Zupančič           | 280    |
| 027. | Ilmir Chasetdinow        | 270    |
| 028. | Andreas Strolz           | 269    |
| 029. | Pius Paschke             | 258    |
| 030. | Maximilian Mechler       | 251    |
| 031. | Antonín Hájek            | 230    |
| 032. | Stephan Leyhe            | 220    |
| 033. | Daniel Wenig             | 216    |
| 034. | Elias Pfannenstill       | 209    |
| 035. | Łukasz Rutkowski         | 192    |
| 036. | Čestmír Kožíšek          | 185    |
| 037. | Gregor Deschwanden       | 166    |
| 038. | Martin Koch              | 160    |
| 039. | Bartłomiej Kłusek        | 154    |
| 040. | Alexander Sardyko        | 149    |
| 041. | Martin Schmitt           | 145    |
|      | Takanobu Okabe           | 145    |
| 043. | Aleksander Zniszczoł     | 144    |
| 044. | Christian Heim           | 142    |
|      | Robert Johansson         | 142    |
| 046. | Jakub Janda              | 139    |
| 047. | Cene Prevc               | 134    |
| 048. | Johann André Forfang     | 130    |
| 049. | Markus Schiffner         | 125    |
| 050. | David Zauner             | 120    |

| Rang | Name                     | Punkte |
| ---- | ------------------------ | ------ |
| 051. | Dominik Mayländer        | 118    |
| 052. | Philipp Aschenwald       | 115    |
|      | David Winkler            | 115    |
| 054. | Roberto Dellasega        | 114    |
| 055. | Pascal Kälin             | 113    |
| 056. | Clemens Aigner           | 104    |
| 057. | Nicholas Alexander       | 101    |
| 058. | Mats Søhagen Berggaard   | 100    |
| 059. | Florian Altenburger      | 099    |
| 060. | Karl Geiger              | 096    |
| 061. | Espen Enger Halvorsen    | 094    |
| 062. | Tobias Bogner            | 093    |
| 063. | Grzegorz Miętus          | 090    |
| 064. | Elias Tollinger          | 042    |
| 065. | Hiroaki Watanabe         | 084    |
| 066. | Tomaž Naglič             | 081    |
| 067. | Stefan Hayböck           | 076    |
| 068. | Markus Eisenbichler      | 069    |
| 069. | Killian Peier            | 068    |
| 070. | Vincent Descombes Sevoie | 066    |
|      | Anže Lanišek             | 066    |
| 072. | Michael Hayböck          | 062    |
| 073. | Daniel Althaus           | 061    |
| 074. | Choi Yong-jik            | 060    |
|      | Vegard Sklett            | 060    |
| 076. | Florian Menz             | 058    |
|      | Johan Martin Brandt      | 058    |
|      | Ernest Prišlič           | 058    |
| 079. | Marco Grigoli            | 057    |
|      | Gašper Bartol            | 057    |
| 081. | Andrzej Zapotoczny       | 055    |
| 082. | Dmitri Ipatow            | 050    |
| 083. | Ronan Lamy Chappuis      | 044    |
| 084. | Michail Maximotschkin    | 043    |
| 085. | Shō Suzuki               | 042    |
|      | David Unterberger        | 042    |
| 087. | Kang Chil-gu             | 041    |
| 088. | Shōta Tanaka             | 039    |
| 089. | Fumihisa Yumoto          | 038    |
| 090. | Jaka Kosec               | 037    |
| 091. | Sami Heiskanen           | 036    |
| 092. | Thomas Lackner           | 035    |
| 093. | Alexandre Mabboux        | 033    |
| 094. | Choi Heung-chul          | 032    |
|      | Anton Kalinitschenko     | 032    |
|      | Primož Pikl              | 010    |
| 097. | Wladislaw Bojarinzew     | 030    |
| 098. | Tobias Lugert            | 027    |
| 099. | Yūmu Harada              | 026    |
| 100. | Peter Frenette           | 024    |

| Rang | Name                 | Punkte |
| ---- | -------------------- | ------ |
|      | Anders Johnson       | 024    |
|      | Marcin Bachleda      | 024    |
|      | Anssi Koivuranta     | 024    |
| 104. | Rafał Śliż           | 023    |
|      | Nicholas Fairall     | 023    |
| 106. | Pascal Egloff        | 021    |
| 107. | Borek Sedlák         | 020    |
|      | Alexander Schuwalow  | 020    |
| 109. | David Viry           | 018    |
|      | Jakub Kot            | 018    |
| 111. | Stanisław Biela      | 016    |
| 112. | Andrea Morassi       | 015    |
|      | Marat Schaparow      | 015    |
| 114. | Simen Grimsrud       | 014    |
|      | Jiří Mazoch          | 014    |
| 116. | Rok Urbanc           | 012    |
| 117. | Nicolas Mayer        | 011    |
| 118. | Tarō Takayanagi      | 010    |
|      | Christopher Lamb     | 010    |
| 120. | Jere Kykkänen        | 009    |
|      | Carl Nordin          | 009    |
| 122. | Vojtěch Štursa       | 008    |
|      | Yūhei Sasaki         | 008    |
|      | Michael Glasder      | 008    |
|      | Sergei Schulajew     | 008    |
| 126. | Martin Cikl          | 007    |
|      | Alexei Buiwolow      | 007    |
| 128. | Davide Bresadola     | 006    |
|      | Kevin Horlacher      | 006    |
|      | Michael Dreher       | 006    |
| 131. | Pascal Sommer        | 005    |
|      | Daniel-André Tande   | 005    |
| 133. | Tobias Löffler       | 004    |
|      | Alexander Mitz       | 004    |
|      | Dusty Korek          | 004    |
|      | Christoph Stauder    | 004    |
|      | Sami Niemi           | 004    |
|      | Espen Røe            | 004    |
|      | Sigurd Nymoen Søberg | 004    |
|      | Roman Trofimow       | 004    |
| 141. | Oldrik van der Aalst | 003    |
|      | Ruben de Wit         | 003    |
|      | Diego Dellasega      | 003    |
| 144. | Daniel Huber         | 002    |
|      | Lars Antonissen      | 002    |
|      | Shōtarō Hosoda       | 002    |
|      | Joachim Hauer        | 002    |
| 148. | Florian Gugg         | 001    |
|      | Nico Polychronidis   | 001    |
|      | Matthew Rowley       | 001    |

## Damen Sommer

### Continental-Cup-Übersicht
| Datum      | Austragungsort | Schanze               | Bemerkung | Siegerin                   | Zweite                     | Dritte         |
| ---------- | -------------- | --------------------- | --------- | -------------------------- | -------------------------- | -------------- |
| 08.09.2012 | Lillehammer    | Lysgårdsbakken HS 100 |           | Daniela Iraschko           | Jacqueline Seifriedsberger | Julia Kykkänen |
| 09.09.2012 | Lillehammer    | Lysgårdsbakken HS 100 |           | Jacqueline Seifriedsberger | Daniela Iraschko           | Anja Tepeš     |

### Wertung
| Rang | Name                       | Punkte |
| ---- | -------------------------- | ------ |
| 01.  | Daniela Iraschko           | 180    |
|      | Jacqueline Seifriedsberger | 180    |
| 03.  | Anja Tepeš                 | 100    |
| 04.  | Julia Kykkänen             | 082    |
| 05.  | Bigna Windmüller           | 076    |
| 06.  | Eva Logar                  | 074    |
|      | Atsuko Tanaka              | 074    |
| 08.  | Alexandra Pretorius        | 072    |
| 09.  | Evelyn Insam               | 068    |
| 10.  | Elena Runggaldier          | 062    |
| 11.  | Katja Požun                | 050    |

| Rang | Name            | Punkte |
| ---- | --------------- | ------ |
| 12.  | Taylor Henrich  | 046    |
| 13.  | Maja Vtič       | 044    |
| 14.  | Wendy Vuik      | 031    |
| 15.  | Maren Lundby    | 030    |
| 16.  | Sonja Schoitsch | 029    |
|      | Cornelia Roider | 029    |
| 18.  | Urša Bogataj    | 026    |
| 19.  | Line Jahr       | 025    |
| 20.  | Katharina Keil  | 024    |
| 21.  | Chiara Hölzl    | 021    |
|      | Lisa Demetz     | 021    |

| Rang | Name               | Punkte |
| ---- | ------------------ | ------ |
| 23.  | Yurika Hirayama    | 020    |
| 24.  | Seiko Koasa        | 017    |
|      | Aki Matsuhashi     | 017    |
| 26.  | Roberta D’Agostina | 009    |
| 27.  | Jenny Rautionaho   | 007    |
| 28.  | Ayuka Takeda       | 005    |
|      | Misaki Shigeno     | 005    |
|      | Noora Heikkinen    | 005    |
|      | Daniela Haralambie | 005    |
| 32.  | Gyda Enger         | 004    |
| 33.  | Barbora Blažková   | 001    |

## Damen Winter

### Continental-Cup-Übersicht
| Datum      | Austragungsort | Schanze                    | Bemerkung | Siegerin                        | Zweite              | Dritte                  |
| ---------- | -------------- | -------------------------- | --------- | ------------------------------- | ------------------- | ----------------------- |
| 30.11.2012 | Notodden       | Tveitanbakken HS 100       |           | Wettkampf abgesagt              | Wettkampf abgesagt  | Wettkampf abgesagt      |
| 01.12.2012 | Notodden       | Tveitanbakken HS 100       |           | Wettkampf abgesagt              | Wettkampf abgesagt  | Wettkampf abgesagt      |
| 02.03.2013 | Oberwiesenthal | Fichtelbergschanzen HS 106 |           | Ema Klinec                      | Michaela Doleželová | Juliane Seyfarth        |
| 03.03.2013 | Oberwiesenthal | Fichtelbergschanzen HS 106 |           | Wettkampf abgesagt              | Wettkampf abgesagt  | Wettkampf abgesagt      |
| 09.03.2013 | Örnsköldsvik   | Paradiskullen HS 100       |           | Irina Awwakumowa Julia Kykkänen |                     | Anastassija Gladyschewa |
| 09.03.2013 | Örnsköldsvik   | Paradiskullen HS 100       | 1         | Irina Awwakumowa                | Julia Kykkänen      | Ramona Straub           |
| 10.03.2013 | Örnsköldsvik   | Paradiskullen HS 100       |           | Irina Awwakumowa                | Ramona Straub       | Julia Kykkänen          |

### Wertung
| Rang | Name                    | Punkte |
| ---- | ----------------------- | ------ |
| 01.  | Irina Awwakumowa        | 350    |
| 02.  | Julia Kykkänen          | 240    |
| 03.  | Ramona Straub           | 230    |
| 04.  | Anastassija Gladyschewa | 187    |
| 05.  | Pauline Heßler          | 160    |
| 06.  | Sofja Tichonowa         | 142    |
| 07.  | Alexandra Kustowa       | 138    |
| 08.  | Nita Englund            | 131    |
| 09.  | Nina Lussi              | 105    |
| 10.  | Ema Klinec              | 100    |
| 11.  | Charlotte Mitchell      | 085    |

| Rang | Name                | Punkte |
| ---- | ------------------- | ------ |
| 12.  | Michaela Doleželová | 080    |
|      | Karoline Røstad     | 080    |
| 14.  | Darja Gruschina     | 066    |
| 15.  | Stefanija Nadymowa  | 064    |
| 16.  | Juliane Seyfarth    | 060    |
| 17.  | Anna Odine Strøm    | 058    |
| 18.  | Tonje Bakke         | 050    |
| 19.  | Jasmine Sepandj     | 049    |
| 20.  | Melanie Faißt       | 036    |
| 21.  | Sabrina Windmüller  | 026    |
| 22.  | Chang Xinyue        | 022    |
| 23.  | Barbara Klinec      | 020    |

| Rang | Name                | Punkte |
| ---- | ------------------- | ------ |
| 24.  | Gianina Ernst       | 016    |
| 25.  | Lucienne Höppner    | 015    |
| 26.  | Katharina Keil      | 014    |
| 27.  | Henriette Kraus     | 013    |
| 28.  | Emilee Anderson     | 012    |
| 29.  | Anna Rupprecht      | 008    |
| 30.  | Lara Thomae         | 007    |
| 31.  | Sonja Schoitsch     | 006    |
| 32.  | Li Xueyao           | 005    |
| 33.  | Michaela Rajnochová | 004    |
| 34.  | Luisa Görlich       | 002    |
| 35.  | Lisa Wiegele        | 001    |

## Gesamtwertung

### Herren
| Rang | Name                     | Punkte |
| ---- | ------------------------ | ------ |
| 001. | Fredrik Bjerkeengen      | 850    |
| 002. | Marinus Kraus            | 849    |
| 003. | Jan Matura               | 742    |
| 004. | Atle Pedersen Rønsen     | 702    |
| 005. | Jan Ziobro               | 693    |
| 006. | Wolfgang Loitzl          | 680    |
| 007. | Anže Semenič             | 667    |
| 008. | Andraž Pograjc           | 664    |
| 009. | Ole Marius Ingvaldsen    | 653    |
| 010. | Matic Benedik            | 651    |
| 010. | Kim René Elverum Sorsell | 651    |
| 012. | Lukas Müller             | 638    |
| 013. | Stefan Kraft             | 591    |
| 014. | Felix Schoft             | 577    |
| 015. | Danny Queck              | 532    |
| 016. | Matic Kramaršič          | 531    |
| 017. | Manuel Poppinger         | 522    |
| 018. | Anders Jacobsen          | 478    |
| 019. | Tomaž Naglič             | 476    |
| 020. | Krzysztof Biegun         | 469    |
| 021. | Vegard Swensen           | 468    |
| 022. | Thomas Diethart          | 458    |
| 023. | Karl Geiger              | 442    |
| 024. | Stephan Leyhe            | 435    |
| 025. | Rok Justin               | 422    |
| 026. | Nejc Dežman              | 406    |
| 026. | Jan Mayländer            | 406    |
| 028. | Daniel Wenig             | 390    |
| 029. | Manuel Fettner           | 380    |
| 030. | Stefan Hula              | 373    |
| 031. | Klemens Murańka          | 350    |
| 032. | Cene Prevc               | 319    |
| 033. | Andreas Wellinger        | 314    |
| 034. | Žiga Mandl               | 308    |
| 035. | Ilmir Chasetdinow        | 307    |
| 036. | Gregor Deschwanden       | 304    |
| 037. | Aleksander Zniszczoł     | 280    |
| 037. | Miran Zupančič           | 280    |
| 039. | Stefan Hayböck           | 278    |
| 040. | Andreas Strolz           | 269    |
| 041. | Pius Paschke             | 258    |
| 042. | Maximilian Mechler       | 251    |
| 042. | Grzegorz Miętus          | 251    |
| 044. | Antonín Hájek            | 244    |
| 045. | Dawid Kubacki            | 240    |
| 045. | Alexander Sardyko        | 240    |
| 047. | David Zauner             | 237    |
| 048. | Martin Schmitt           | 236    |
| 049. | Bartłomiej Kłusek        | 232    |
| 050. | Peter Prevc              | 226    |
| 051. | Jakub Janda              | 223    |
| 052. | Čestmír Kožíšek          | 218    |
| 053. | Łukasz Rutkowski         | 212    |
| 054. | Elias Pfannenstill       | 209    |
| 055. | Denis Kornilow           | 169    |
| 056. | Espen Enger Halvorsen    | 165    |
| 057. | Martin Koch              | 160    |
| 057. | Primož Pikl              | 160    |
| 059. | MacKenzie Boyd-Clowes    | 159    |
| 060. | Alexei Romaschow         | 158    |
| 061. | Borek Sedlák             | 154    |
| 062. | Lauri Asikainen          | 147    |
| 063. | Takanobu Okabe           | 145    |
| 064. | Christian Heim           | 142    |

| Rang | Name                     | Punkte |
| ---- | ------------------------ | ------ |
| 064. | Robert Johansson         | 142    |
| 066. | Markus Schiffner         | 138    |
| 067. | Johann André Forfang     | 130    |
| 068. | Roberto Dellasega        | 119    |
| 069. | Dominik Mayländer        | 118    |
| 069. | Olli Muotka              | 118    |
| 071. | Pascal Kälin             | 116    |
| 072. | Philipp Aschenwald       | 115    |
| 072. | David Winkler            | 115    |
| 074. | Ronan Lamy Chappuis      | 113    |
| 075. | Mats Søhagen Berggaard   | 112    |
| 076. | Anton Kalinitschenko     | 107    |
| 077. | David Unterberger        | 105    |
| 078. | Clemens Aigner           | 105    |
| 079. | Nicholas Alexander       | 101    |
| 079. | Dmitri Ipatow            | 101    |
| 079. | Phillip Sjøen            | 101    |
| 082. | Jurij Tepeš              | 100    |
| 083. | Florian Altenburger      | 099    |
| 084. | Andrzej Zapotoczny       | 097    |
| 085. | Tobias Bogner            | 093    |
| 085. | Marco Grigoli            | 093    |
| 087. | Vincent Descombes Sevoie | 090    |
| 087. | Matjaž Pungertar         | 090    |
| 089. | Elias Tollinger          | 087    |
| 090. | Peter Frenette           | 086    |
| 090. | Janne Happonen           | 086    |
| 092. | Hiroaki Watanabe         | 084    |
| 093. | Mika Kulmala             | 079    |
| 094. | Martin Cikl              | 077    |
| 094. | Nicolas Mayer            | 077    |
| 096. | Jaka Hvala               | 076    |
| 097. | Vegard Sklett            | 071    |
| 097. | David Viry               | 071    |
| 099. | Markus Eisenbichler      | 069    |
| 099. | Sami Niemi               | 069    |
| 101. | Killian Peier            | 068    |
| 102. | Robert Hrgota            | 066    |
| 102. | Anže Lanišek             | 066    |
| 104. | Michael Hayböck          | 062    |
| 105. | Daniel Althaus           | 061    |
| 105. | Florian Menz             | 061    |
| 107. | Choi Yong-jik            | 060    |
| 108. | Alexandre Mabboux        | 059    |
| 109. | Marcin Bachleda          | 058    |
| 109. | Johan Martin Brandt      | 058    |
| 109. | Ernest Prišlič           | 058    |
| 112. | Gašper Bartol            | 057    |
| 112. | Kenshirō Itō             | 057    |
| 114. | Junshirō Kobayashi       | 055    |
| 115. | Michail Maximotschkin    | 053    |
| 116. | Anders Johnson           | 052    |
| 117. | Robert Kranjec           | 050    |
| 118. | Shōta Tanaka             | 045    |
| 119. | Simon Ammann             | 044    |
| 120. | Shō Suzuki               | 042    |
| 121. | Kang Chil-gu             | 041    |
| 122. | Fumihisa Yumoto          | 038    |
| 123. | Jaka Kosec               | 037    |
| 124. | Sami Heiskanen           | 036    |
| 125. | Thomas Lackner           | 035    |
| 126. | Wladimir Sografski       | 034    |
| 127. | Rok Zima                 | 033    |

| Rang | Name                    | Punkte |
| ---- | ----------------------- | ------ |
| 128. | Choi Heung-chul         | 032    |
| 129. | Wladislaw Bojarinzew    | 030    |
| 130. | Kevin Horlacher         | 028    |
| 130. | Yūhei Sasaki            | 028    |
| 132. | Tobias Lugert           | 027    |
| 133. | Yūmu Harada             | 026    |
| 133. | Georg Späth             | 026    |
| 135. | Anssi Koivuranta        | 024    |
| 136. | Nicholas Fairall        | 023    |
| 136. | Krzysztof Miętus        | 023    |
| 136. | Rafał Śliż              | 023    |
| 139. | Dmitri Wassiljew        | 022    |
| 140. | Pascal Egloff           | 021    |
| 141. | Jiří Mazoch             | 020    |
| 141. | Alexander Schuwalow     | 020    |
| 143. | Jakub Kot               | 018    |
| 143. | Tobias Löffler          | 018    |
| 145. | Dejan Judež             | 017    |
| 146. | Stanisław Biela         | 016    |
| 146. | Jarkko Määttä           | 016    |
| 148. | Björn Koch              | 015    |
| 148. | Andrea Morassi          | 015    |
| 148. | Marat Schaparow         | 015    |
| 151. | Simen Grimsrud          | 014    |
| 151. | Rok Urbanc              | 014    |
| 153. | Emmanuel Chedal         | 011    |
| 153. | Kenneth Gangnes         | 011    |
| 155. | Christopher Lamb        | 010    |
| 155. | Carl Nordin             | 010    |
| 155. | Kento Sakuyama          | 010    |
| 155. | Taro Takayanagi         | 010    |
| 159. | Jere Kykkänen           | 009    |
| 159. | Illimar Pärn            | 009    |
| 161. | Michael Glasder         | 008    |
| 161. | Sergei Schulajew        | 008    |
| 161. | Vojtěch Štursa          | 008    |
| 164. | Alexei Buiwolow         | 007    |
| 164. | Stanislaw Oschtschepkow | 007    |
| 166. | Davide Bresadola        | 006    |
| 166. | Michael Dreher          | 006    |
| 166. | Pascal Sommer           | 006    |
| 169. | Daniel-André Tande      | 005    |
| 170. | Antti Aalto             | 004    |
| 170. | Pjotr Tschaadajew       | 004    |
| 170. | Dusty Korek             | 004    |
| 170. | Alexander Mitz          | 004    |
| 170. | Espen Røe               | 004    |
| 170. | Sigurd Nymoen Søberg    | 004    |
| 170. | Christoph Stauder       | 004    |
| 170. | Roman Trofimow          | 004    |
| 170. | Wolodymyr Weredjuk      | 004    |
| 170. | Radik Schaparow         | 004    |
| 180. | Ruben de Wit            | 003    |
| 180. | Diego Dellasega         | 003    |
| 180. | Oldrik van der Aalst    | 003    |
| 183. | Lars Antonissen         | 002    |
| 183. | Joachim Hauer           | 002    |
| 183. | Shōtarō Hosoda          | 002    |
| 183. | Daniel Huber            | 002    |
| 183. | Matthew Rowley          | 002    |
| 188. | Florian Gugg            | 001    |
| 188. | Nico Polychronidis      | 001    |
| 188. | Takashi Sawara          | 001    |

### Damen
| Rang | Name                       | Punkte |
| ---- | -------------------------- | ------ |
| 01.  | Irina Awwakumowa           | 350    |
| 02.  | Julia Kykkänen             | 322    |
| 03.  | Ramona Straub              | 230    |
| 04.  | Anastassija Gladyschewa    | 187    |
| 05.  | Jacqueline Seifriedsberger | 180    |
| 05.  | Daniela Iraschko           | 180    |
| 07.  | Pauline Heßler             | 160    |
| 08.  | Sofja Tichonowa            | 142    |
| 09.  | Alexandra Kustowa          | 138    |
| 10.  | Nita Englund               | 131    |
| 11.  | Nina Lussi                 | 105    |
| 12.  | Anja Tepeš                 | 100    |
| 12.  | Ema Klinec                 | 100    |
| 14.  | Charlotte Mitchell         | 085    |
| 15.  | Michaela Doleželová        | 080    |
| 15.  | Karoline Røstad            | 080    |
| 17.  | Bigna Windmüller           | 076    |
| 18.  | Eva Logar                  | 074    |
| 18.  | Atsuko Tanaka              | 074    |
| 20.  | Alexandra Pretorius        | 072    |
| 21.  | Evelyn Insam               | 068    |
| 22.  | Darja Gruschina            | 066    |

| Rang | Name               | Punkte |
| ---- | ------------------ | ------ |
| 23.  | Stefanija Nadymowa | 064    |
| 24.  | Elena Runggaldier  | 062    |
| 25.  | Juliane Seyfarth   | 060    |
| 26.  | Anna Odine Strøm   | 058    |
| 27.  | Katja Požun        | 050    |
| 27.  | Tonje Bakke        | 050    |
| 29.  | Jasmine Sepandj    | 049    |
| 30.  | Taylor Henrich     | 046    |
| 31.  | Maja Vtič          | 044    |
| 32.  | Katharina Keil     | 038    |
| 33.  | Melanie Faißt      | 036    |
| 34.  | Sonja Schoitsch    | 035    |
| 35.  | Wendy Vuik         | 031    |
| 36.  | Maren Lundby       | 030    |
| 37.  | Cornelia Roider    | 029    |
| 38.  | Sabrina Windmüller | 026    |
| 38.  | Urša Bogataj       | 026    |
| 40.  | Line Jahr          | 025    |
| 41.  | Chang Xinyue       | 022    |
| 42.  | Lisa Demetz        | 021    |
| 42.  | Chiara Hölzl       | 021    |
| 44.  | Yurika Hirayama    | 020    |

| Rang | Name                | Punkte |
| ---- | ------------------- | ------ |
| 44.  | Barbara Klinec      | 020    |
| 46.  | Seiko Koasa         | 017    |
| 46.  | Aki Matsuhashi      | 017    |
| 48.  | Gianina Ernst       | 016    |
| 49.  | Lucienne Höppner    | 015    |
| 50.  | Henriette Kraus     | 013    |
| 51.  | Emilee Anderson     | 012    |
| 52.  | Roberta D’Agostina  | 009    |
| 53.  | Anna Rupprecht      | 008    |
| 54.  | Lara Thomae         | 007    |
| 54.  | Jenny Rautionaho    | 007    |
| 56.  | Misaki Shigeno      | 005    |
| 56.  | Ayuka Takeda        | 005    |
| 56.  | Daniela Haralambie  | 005    |
| 56.  | Li Xueyao           | 005    |
| 56.  | Noora Heikkinen     | 005    |
| 61.  | Gyda Enger          | 004    |
| 61.  | Michaela Rajnochová | 004    |
| 63.  | Luisa Görlich       | 002    |
| 64.  | Lisa Wiegele        | 001    |
| 64.  | Barbora Blažková    | 001    |